# 麻山事件
麻山事件（まさんじけん）は、太平洋戦争末期の1945年（昭和20年）8月12日、満洲国鶏寧県麻山区（現・中華人民共和国黒龍江省鶏西市麻山区）において、日本の哈達河開拓団（ハタホ開拓団）が避難中にソ連軍と満洲国軍反乱兵によって攻撃されて集団自決した事件である。哈達河開拓団事件ともいう。
外務省アジア局引揚調査室の『満洲省別概況』（1952年)によれば、421人が戦死、集団自決したとされる。8月14日の葛根廟事件、8月27日の佐渡開拓団跡事件と合わせて「北満三大悲劇」とも言われる。

## 事件経過
ソ連対日参戦時、満洲国の東安省鶏寧県には約5000人の日本の民間人が在留しており、うち哈達河（ハタホ・こうたつが）には満蒙開拓団の開拓民1300人が入植していた。根こそぎ動員により成年男子の多くは徴兵され、1300人のうち残留者は女性・子供・高齢者が中心だった。哈達河開拓団自体は1都1道28県の出身者により1935年以降逐次入植、ソ連参戦時は1,022人となり、168人が動員され854人となっていた。
満洲国東部国境の防衛を担当する日本の第5軍は、人口20万人（日系6万人）が集まる中心都市牡丹江市の防衛を重視し、主力を国境から80kmも後方に配置していた。
1945年（昭和20年）8月9日にソ連軍の奇襲攻撃が開始され、東部国境地帯にはソ連の第1極東戦線に属する優勢な機械化部隊が押し寄せた。日本軍の前哨拠点の多くは全滅するまで抗戦したが、たちまち突破された。
開拓団などの日系住民の避難も開始されたが、鉄道を利用できた者は一部で、多くは徒歩での移動となった。国境から40キロの哈達河開拓団主力の貝沼洋二団長以下約700人に南郷開拓団が合流、千人を超える人数で、当初は百数十台の馬車を連ねて鶏寧へ向けて避難していたが哈達崗でソ連機の機銃掃射を受け被害を出し、鶏寧が空襲によりすでに破壊されていたことから、林口に目的地を変更する。滴道に駐屯していた第126師団野砲兵第126連隊残留隊（指揮官：三島政道中尉）の約540人（朝鮮出身者80人を含む）の後を追う形で、10日林口県方向へ避難を続ける。
8月12日朝、哈達河開拓団と野砲兵第126連隊残留隊は、麻山付近に到達した。歩き詰めだった婦女子は疲れ果て、足は丸太のようにはれあがり、体力のない乳飲み子が母の背で死に始めていた。しかし、麻山は林口へ向けて進撃中のソ連第39狙撃師団（師団長：V・A・セメノフ少将）と第75戦車旅団が通過中で、たちまち日本側はソ連軍の攻撃を受けて猛烈な遭遇戦に陥った。麻山では満洲国軍第11軍管区の歩兵第28団（団は連隊に相当）が陣地構築中のはずだったが、開戦後の行動は不明であり、離散していたものと推定される。野砲兵第126連隊残留隊は、保有する改造三八式野砲・10センチ榴弾砲各3門で応戦しつつ、林口に向け撤退したが、隊列後方を中心に損害が続出した。輜重部隊等この隊列最後尾の部隊と避難民の先頭集団が同じ窪地で休んでいたと思われる。この開拓団の先頭集団には6，7名の男性団員に率いられた北大営、東海、新関東、畝傍、国州の集落（満州での集落名で、必ずしも団員の出身地とは関係があったわけではない）の婦女子6，70名がいたとみられる。
避難民の中央集団にいた貝沼団長は逃げて来た者から先頭集団が壊滅したとの報告を受けた。また、貝沼は日本兵らに護衛を頼むよう納富善蔵に指示し、納富は敗走する日本兵らに山中で出会うが、護衛を拒否される。ソ連軍は哈達河開拓団にも銃砲撃を加え始めた。開拓団は後方からもソ連戦車が接近中との情報を受け、もはや包囲された状態と判断した。退路は北方の山地しか無かった。団長が一同に「バラバラに逃げるか、最後まで生死をともにするか」と問いかけたところ、疲労して逃亡継続が不可能と考えた女性らから「私たちを殺して下さい」との声がまず上がり、婦女子は貝沼団長とともに自決することにした。貝沼が自ら先導してピストルで自決すると、わずかな男子団員が自衛用に携行していた銃により女性・子供らを射殺することで「介錯」し、凄惨な集団自決が行われた。男性団員の一部はソ連軍に対して夜襲をかけたとも、それは果たせなかったともいわれる。麻山における自決・戦死による団員の死者は421人とされる。集団自決が決まった中で生き延びたのはわずか7人という。団員に雇われていた満州人の多くは危険な逃避行の中で逃げていたがなお残っていた者がいた。貝沼は彼らにせめてもの金品を分け与えて去らせたが、李壮年という人物は自らも自決に志願し、貝沼は再三再四翻意を促したものの心を変えず自決に加わったという。
さらに、後尾集団に事態が伝わると、後尾集団でも男性団員の中からはウォッカをラッパのみし「サイパンにならえ、沖縄に続くんだ」と言う者も現れた。しかし、普段は無口であった福地医師が立ち上がり、生き延びることを諄々と説き続けると、死ぬことを呼号していた男性らもいつしかその周りに集まったという。福地医師の話が婦女子らが足手まといにならないかと語り及ぶと、女性の中からは「連れていって下さい。決して男の人たちの足手まといにはなりません」との声もあがった。一方で、貝沼団長を慕っていた武蔵野区の者ら24名は自決を選んだという。結果として、約150~155名が山越えに挑み、80%近い犠牲者を出し福地医師自身も消息不明となりながら、35名が脱出できたという。
ソ連側は、この麻山での戦闘について、待ち伏せしていた日本の第135師団（実際には林口から牡丹江に撤退中）の後衛部隊1個大隊と満洲国軍の1個大隊を夜まで続く激戦の末に包囲殲滅したと記録しているが、開拓団に関する言及はない。三島中尉以下の野砲兵第126連隊残留隊は、林口・七星駅を経て交戦しつつ横道河子方面へ転進した。

## 戦後
1950年（昭和25年）、国会（参議院）の特別委員会で取り上げられ、国民の知るところとなった。1983年（昭和58年）には、自身も満洲引揚者である中村雪子の本事件を題材とした著作『麻山事件―満洲の野に婦女子四百余名自決す』（草思社）が大きな反響を呼んだ。

## 関連文献
- 中村雪子『麻山事件―満洲の野に婦女子四百余名自決す』草思社、1983年。ISBN 4794201672。